# Agente fisico
Per agente fisico si intende un qualsiasi evento di natura fisica. La locuzione è spesso utilizzata in campo legislativo e medico per identificare gli eventi che possono causare lesioni e/o malattie ai lavoratori. L'agenzia intergovernativa IARC ad esempio, usa la categoria degli agenti fisici per classificare gli agenti cancerogeni.

## Caratteristiche
Quando si prende in considerazione un qualsiasi agente fisico, non si può prevedere se questo sia pericoloso per la salute o innocuo, considerando solamente la sua definizione. Un semplice esempio è dato dalla temperatura: una proprietà fisica della materia che è collegata all'agitazione delle molecole, alla loro energia cinetica. Esistono temperature del tutto innocue alla salute e altre che invece provocano danni e che quindi sono pericolose.
Per ciascun agente fisico si fissa dunque una soglia di pericolosità oltre la quale l'agente non è più innocuo. La scala su cui è fissata questa soglia dipende dall'agente fisico ed è specificata nella seconda colonna della tabella. In tabella sono elencati i principali agenti fisici raggruppati per categorie, le sottocategorie come ad esempio le radiazioni UV, gli ultrasuoni o il freddo non sono mostrate.
| Agente                       | Soglia di pericolosità |
| ---------------------------- | --- |
| Radiazioni elettromagnetiche | Dipende dalla lunghezza d'onda, dal tempo di esposizione, dall'intensità luminosa e dalla parte del corpo colpita (pelle, occhi) |
| Rumori                       | Dipende dalla frequenza e dall'intensità sonora                                                                                  |
| Vibrazioni meccaniche        | Dipende dall'intensità di vibrazione e dalla parte del corpo colpita (braccia, gambe, tutto il corpo)                            |
| Urti                         | Dipende dalla forza dell'urto |
| Accelerazione                | Dipende dall'intensità dell'accelerazione                                                                                        |
| Calore                       | Dipende dalla temperatura |
| Campi elettrici              | Dipende dall'intensità del campo                                                                                                 |
| Campi magnetici              | Dipende dall'intensità del campo                                                                                                 |
| Campi elettromagnetici       | Dipende dall'intensità del campo                                                                                                 |
| Microclima                   | Dipende dalla concentrazione di ossigeno, dalla presenza di inquinanti, dalla temperatura, dall'umidità e dalla pressione        |

## Legislazione europea
In Europa i rischi sul posto di lavoro derivanti dall’esposizione a molti agenti fisici sono stati controllati attraverso le Direttive Europee. Le Direttive Europee definiscono i livelli minimi di tutela dei lavoratori che gli Stati Membri sono tenuti a recepire nella legislazione nazionale. Gli Stati membri possono definire livelli di protezione più elevati rispetto a quelli specificati nelle direttive e solitamente hanno 3 anni di tempo dalla pubblicazione della direttiva per attuare la legislazione nazionale.
Non tutti gli agenti sono coperti dalle Direttive Europee e, laddove sono disponibili indicazioni sulle esposizioni, queste sono normalmente definite negli standard nazionali o internazionali o in altre linee guida sulla sicurezza e salute sul lavoro.
| Agente                       | Direttiva       | Linee guida della Commissione Europea               |
| ---------------------------- | --------------- | --------------------------------------------------- |
| Rumori                       | 2003/10/EC      | Indossare otoprotettori                             |
| Vibrazioni                   | 2002/44/EC      | Limitare nel tempo, indossare scarpe antivibrazione |
| Radiazioni elettromagnetiche | 2006/25/EC      | Proteggere adeguatamente gli organismi              |
| Campi elettromagnetici       | 2013/35/EU      | Proteggere adeguatamente gli organismi              |
| Radiazioni ionizzanti        | 2013/59/EURATOM | Proteggere adeguatamente gli organismi              |
| Equipaggiamento elettrico    | 2014/35/EC      | Indossare guanti in gomma                           |